# هری رایل هاپس

Destroy this Mad Brute: Enlist (1917)

هری رایل هاپس (۱۸۶۹–۲۴ آگوست ۱۹۳۷، لس آنجلس) یک تاجر و هنرمند آمریکایی بود. او پسر جورج هاپس و آن هاپس، هر دو هنرمند بود. جورج هاپس طراح صحنه بود. هری رایل هاپس و برادرش برت از سال ۱۸۸۰ تا حدود ۱۸۱۸ صاحب شرکت یونایتد گلس سانفرانسیسکو بودند. هاپس پس از آن به لس آنجلس نقل مکان کرد و در آنجا به عنوان مدیر هنری در تعدادی از فیلم‌ها مانند دزد باگداد کار کرد.
کمپانی یونایتد گلس مسئولیت شیشه‌های رنگی موجود در پارک یادبود Cypress Lawn در کلما، کالیفرنیا را بر عهده داشت. هاپس طراحی پوستر استخدام نابود کردن این دیوانه حیوان: کمک طلب، در سال ۱۹۱۷ منتشر شده‌است،